# Archidiocèse de Łódź
L'archidiocèse de Łódź (en latin : Archidioecesis Lodziensis, en polonais : Archidiecezja łódzka) est l'un des 14 archevêchés de Pologne. Son siège est situé à Łódź. L'archevêque Grzegorz Ryś en est l'ordinaire depuis le 14 septembre 2017.

## Territoire
L'archidiocèse comprend la partie centrale de la voïvodie de Łódź.
Le siège archiépiscopal est à Łódź, où se trouve la cathédrale Saint-Stanislas-Kostka. À Piotrków Trybunalski il y a la basilique mineure Saint-Jacques.
Le territoire est divisé en 35 doyennés et 219 paroisses. 

Carte des archidiocèses et diocèses polonais.
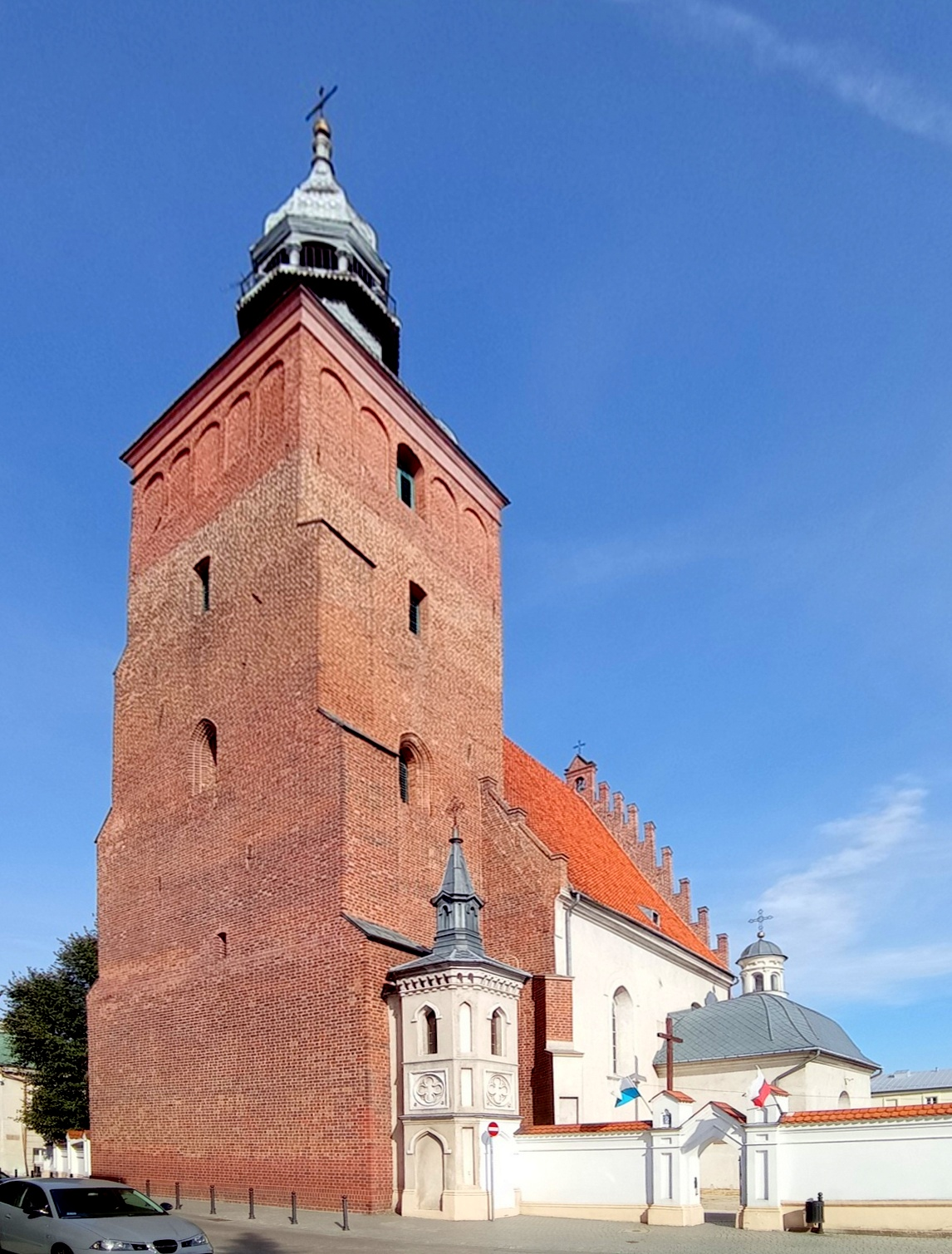
Basilique Saint-Jacques de Piotrków Trybunalski.

## Diocèse suffragant
Diocèse de Łowicz

## Histoire
Le diocèse de Lodz a été érigé par le pape Benoît XV par la bulle Christi Domini du 10 décembre 1920, en obtenant le territoire de l'archidiocèse de Varsovie, dont il était à l'origine un suffragant. 
Le 28 octobre 1925, suite à la bulle Vixdum Poloniae unitas du pape Pie XI, le diocèse a subi quelques modifications territoriales qui compte désormais 105 paroisses, 195 prêtres et près d'un million de fidèles. 
Lorsque la guerre éclate en 1939, on sait que l'activité catholique sera interdite et la plupart des prêtres sont déportés au camp de Dachau. Entre 1939 et 1945, 155 prêtres du diocèse de Lodz ont été tués. En 1939, l'évêque Kazimierz Tomczak est arrêté par les nazis avec l'évêque Włodzimierz Jasiński ainsi que des membres du chapitre de la cathédrale et des employés de la curie. Les deux évêques furent transféré au monastère des Frères mineurs de Biecz. En 1944, l'évêque Jasiński retourna dans son diocèse et ce n'est qu'à l'été 1945 qu'il parvint à reprendre sa place.
Le 25 mars 1992, dans le cadre de la réorganisation des diocèses polonais voulue par le pape Jean-Paul II avec la bulle Totus tuus Poloniae populus, il cèda une partie de son territoire pour l'érection du diocèse de Łowicz et est en même temps élevé au rang d'archidiocèse immédiatement soumis au Saint-Siège.
Le 24 février 2004, il a été élevé au rang de siège métropolitain par la bulle Spiritale incrementum, également du pape Jean-Paul II.